# Supercopa de Japón 2004
La Supercopa de Japón 2004, también conocida como Supercopa Xerox 2004 (en inglés: Xerox Super Cup 2004) por motivos de patrocinio, fue la 11.ª edición de este torneo.
Fue disputada entre Yokohama F. Marinos, como campeón de la J. League Division 1 2003, y Júbilo Iwata, como ganador de la Copa del Emperador 2003. El partido se jugó el 6 de marzo de 2004 en el Estadio Nacional de la ciudad de Tokio.

## Participantes
| Bandera de Prefectura de Kanagawa | Yokohama F. Marinos | Campeón de la J. League Division 1 (2003) |
| Bandera de Prefectura de Shizuoka | Júbilo Iwata        | Campeón de la Copa del Emperador (2003)   |

## Partido
| 6 de marzo de 2004, 13:33 (UTC+9) | Yokohama F. Marinos             | 1:1 (0:0) (2:4 p.)         | Júbilo Iwata                                         | Estadio Nacional, Tokio                                     |                                                             |
|                                   | Oku 64' (pen.)                  | Reporte                    | Fukunishi 85'                                        | Asistencia: 30.158 espectadores Árbitro(s): Masayoshi Okada | Asistencia: 30.158 espectadores Árbitro(s): Masayoshi Okada |
|                                   |                                 | Tiros desde el punto penal |                                                      |                                                             |                                                             |
|                                   | Dutra · Endō · Kubo · Nakanishi |                            | Rodrigo Gral · Fukunishi · Suzuki · Nanami · Hattori |                                                             |                                                             |

### Detalles
| 1          | Guardameta     | Tatsuya Enomoto  |     |
| 4          | Defensa        | Yasuhiro Hato    |     |
| 22         | Defensa        | Yūji Nakazawa    |     |
| 3          | Defensa        | Naoki Matsuda    |     |
| 5          | Defensa        | Dutra            |     |
| 7          | Centrocampista | Yukihiko Satō    | 67' |
| 10         | Centrocampista | Akihiro Endō     |     |
| 2          | Centrocampista | Eisuke Nakanishi |     |
| 14         | Centrocampista | Daisuke Oku      |     |
| 36         | Delantero      | Ahn Jung-hwan    | 67' |
| 9          | Delantero      | Tatsuhiko Kubo   |     |
| Entrenador | Entrenador     | Takeshi Okada    |     |

| 1          | Guardameta     | Yōhei Satō         |     |
| 2          | Defensa        | Hideto Suzuki      |     |
| 5          | Defensa        | Makoto Tanaka      |     |
| 14         | Defensa        | Takahiro Yamanishi |     |
| 11         | Centrocampista | Norihiro Nishi     |     |
| 23         | Centrocampista | Takashi Fukunishi  |     |
| 6          | Centrocampista | Toshihiro Hattori  |     |
| 10         | Centrocampista | Toshiya Fujita     | 85' |
| 7          | Centrocampista | Hiroshi Nanami     |     |
| 8          | Delantero      | Rodrigo Gral       |     |
| 26         | Delantero      | Yasumasa Nishino   | 69' |
| Entrenador | Entrenador     | Takashi Kuwahara   |     |

| 18 | Delantero      | Norihisa Shimizu | 67' |
| 23 | Centrocampista | Masahiro Ōhashi  | 67' |

| 9 | Delantero      | Masashi Nakayama  | 69' |
| 4 | Centrocampista | Takahiro Kawamura | 85' |

| Anotado · Penal | 64' | Daisuke Oku | 1-0 |

| Anotado | 85' | Takashi Fukunishi | 1-1 |

|                  |                           | 0:1 | Acierto de penal         | Rodrigo Gral      |
| Dutra            | Acierto de penal          | 1:1 |                          |                   |
|                  |                           | 1:1 | Fallo de penal (Atajado) | Takashi Fukunishi |
| Akihiro Endō     | Fallo de penal (Desviado) | 1:1 |                          |                   |
|                  |                           | 1:2 | Acierto de penal         | Hideto Suzuki     |
| Tatsuhiko Kubo   | Fallo de penal (Atajado)  | 1:2 |                          |                   |
|                  |                           | 1:3 | Acierto de penal         | Hiroshi Nanami    |
| Eisuke Nakanishi | Acierto de penal          | 2:3 |                          |                   |
|                  |                           | 2:4 | Acierto de penal         | Toshihiro Hattori |

| Amonestado | 23' | Eisuke Nakanishi |
| Amonestado | 34' | Dutra            |
| Amonestado | 88' | Naoki Matsuda    |

| Amonestado | 32' | Takahiro Yamanishi |
| Amonestado | 63' | Takashi Fukunishi  |
| Amonestado | 71' | Rodrigo Gral       |

| Árbitro             | Masayoshi Okada   |
| Árbitros asistentes | Hiroshi Tezuka    |
| Árbitros asistentes | Yasuhiko Yamazaki |
| Cuarto árbitro      | Takuji Shiokawa   |

| 1          | Guardameta     | Tatsuya Enomoto  |     |
| 4          | Defensa        | Yasuhiro Hato    |     |
| 22         | Defensa        | Yūji Nakazawa    |     |
| 3          | Defensa        | Naoki Matsuda    |     |
| 5          | Defensa        | Dutra            |     |
| 7          | Centrocampista | Yukihiko Satō    | 67' |
| 10         | Centrocampista | Akihiro Endō     |     |
| 2          | Centrocampista | Eisuke Nakanishi |     |
| 14         | Centrocampista | Daisuke Oku      |     |
| 36         | Delantero      | Ahn Jung-hwan    | 67' |
| 9          | Delantero      | Tatsuhiko Kubo   |     |
| Entrenador | Entrenador     | Takeshi Okada    |     |

| 1          | Guardameta     | Yōhei Satō         |     |
| 2          | Defensa        | Hideto Suzuki      |     |
| 5          | Defensa        | Makoto Tanaka      |     |
| 14         | Defensa        | Takahiro Yamanishi |     |
| 11         | Centrocampista | Norihiro Nishi     |     |
| 23         | Centrocampista | Takashi Fukunishi  |     |
| 6          | Centrocampista | Toshihiro Hattori  |     |
| 10         | Centrocampista | Toshiya Fujita     | 85' |
| 7          | Centrocampista | Hiroshi Nanami     |     |
| 8          | Delantero      | Rodrigo Gral       |     |
| 26         | Delantero      | Yasumasa Nishino   | 69' |
| Entrenador | Entrenador     | Takashi Kuwahara   |     |

| 18 | Delantero      | Norihisa Shimizu | 67' |
| 23 | Centrocampista | Masahiro Ōhashi  | 67' |

| 9 | Delantero      | Masashi Nakayama  | 69' |
| 4 | Centrocampista | Takahiro Kawamura | 85' |

| Anotado · Penal | 64' | Daisuke Oku | 1-0 |

| Anotado | 85' | Takashi Fukunishi | 1-1 |

|                  |                           | 0:1 | Acierto de penal         | Rodrigo Gral      |
| Dutra            | Acierto de penal          | 1:1 |                          |                   |
|                  |                           | 1:1 | Fallo de penal (Atajado) | Takashi Fukunishi |
| Akihiro Endō     | Fallo de penal (Desviado) | 1:1 |                          |                   |
|                  |                           | 1:2 | Acierto de penal         | Hideto Suzuki     |
| Tatsuhiko Kubo   | Fallo de penal (Atajado)  | 1:2 |                          |                   |
|                  |                           | 1:3 | Acierto de penal         | Hiroshi Nanami    |
| Eisuke Nakanishi | Acierto de penal          | 2:3 |                          |                   |
|                  |                           | 2:4 | Acierto de penal         | Toshihiro Hattori |

| Amonestado | 23' | Eisuke Nakanishi |
| Amonestado | 34' | Dutra            |
| Amonestado | 88' | Naoki Matsuda    |

| Amonestado | 32' | Takahiro Yamanishi |
| Amonestado | 63' | Takashi Fukunishi  |
| Amonestado | 71' | Rodrigo Gral       |

| Árbitro             | Masayoshi Okada   |
| Árbitros asistentes | Hiroshi Tezuka    |
| Árbitros asistentes | Yasuhiko Yamazaki |
| Cuarto árbitro      | Takuji Shiokawa   |

|                                   |
| Bandera de Prefectura de Shizuoka |
| Campeón Júbilo Iwata 3.er título  |